# Alessandro Bonsanti
Alessandro Bonsanti (Firenze, 25 novembre 1904 – Firenze, 18 febbraio 1984) è stato uno scrittore e politico italiano.

## Biografia
Alessandro Bonsanti, scrittore e operatore culturale, nasce a Firenze. Giovanissimo, dopo aver completato gli studi, si trasferisce per lavoro a Milano, dove per tre anni lavora come impiegato in un istituto bancario cittadino, collaborando nel frattempo alla rivista La Fiera Letteraria, dove pubblica il suo primo racconto Briganti in Maremma.
Tornato a Firenze, entra in contatto con l'ambiente letterario che animava Solaria (la rivista europeizzante, esistita dal 1926 al 1936) di cui è stato collaboratore e direttore, pubblicando Racconto militare (1927) La serva amorosa (1929) e I capricci dell'Adriana (1934), ripubblicati in Racconti lontani 1962, testi del passato che hanno a che fare con una lontana storia sociale. Nel 1937 Bonsanti fonda e assume la direzione di Letteratura, rivista che raccolse l'eredità di Solaria, nel frattempo chiusa.
Nel 1941 assume la direzione del Gabinetto scientifìco-letterario Vieusseux, lasciata vacante da Eugenio Montale. È questo un incarico prestigioso, che Bonsanti tiene con grande disponibilità e fermezza, facendosi, per ben quarant'anni, promotore instancabile di varie iniziative culturali.
Durante il periodo bellico pubblica due libri: Dialoghi e altre prose (1940) e Introduzione al gran viaggio (1944). L'anno successivo assume (fino al 1946) l'incarico di direttore del settimanale Il Mondo, da lui stesso fondato con Eugenio Montale e Arturo Loria. Altri suoi libri da ricordare sono: La vipera e il toro (1955) ed I cavalli di bronzo (1956).
Negli ultimi anni gli interessi di Bonsanti si rivolgono anche alla politica attiva; in questo periodo si avvicina al Partito Repubblicano di Spadolini e nel 1983 viene eletto sindaco di Firenze, a capo di una giunta pentapartitica, incarico non portato a termine per la morte sopravvenuta l'anno successivo (1984).
Sua figlia Sandra, giornalista, è stata deputato della Repubblica.
Alessandro Bonsanti è sepolto nel cimitero delle Porte Sante a Firenze.

## Giudizi su Bonsanti
Come scrittore, Bonsanti è uno stilista dal gusto antico, quasi pedante nel periodare lento e sottile, attento ai moti della psiche dei personaggi, in sostanza sensibile ad un'etica umana ma altrettanto fortemente preso dalla tradizione letteraria. 
La sua narrativa sembra avere radici in un Ottocento toscano più che rapporti con la veloce sinteticità novecentesca. Per altro verso, "nel dicembre del 1974, dunque in tempi assolutamente non sospetti, l'allora Direttore del Gabinetto Vieusseux, Alessandro Bonsanti, volle promuovere una Tavola rotonda dedicata alla stagione futurista".

## Opere principali
- La serva amorosa, Firenze, 1929;
- I capricci dell'Adriana, Firenze, 1934;
- Racconto militare, Firenze, 1937;
- Dialoghi e altre prose, Firenze, 1940;
- Introduzione al gran viaggio, Roma, 1944;
- La vipera e il toro, Firenze, 1955;
- Sopra alcuni personaggi eventuali, Sarzana, 1956;
- I cavalli di bronzo, Firenze, 1956;
- Racconti lontani, Milano, 1962;
- La buca di San Colombano, 4 vol., Milano, 1964-1973;
- La nuova stazione di Firenze, Milano, 1965;
- Teatro domestico, Milano, 1970.